# Georgiansk arkitektur

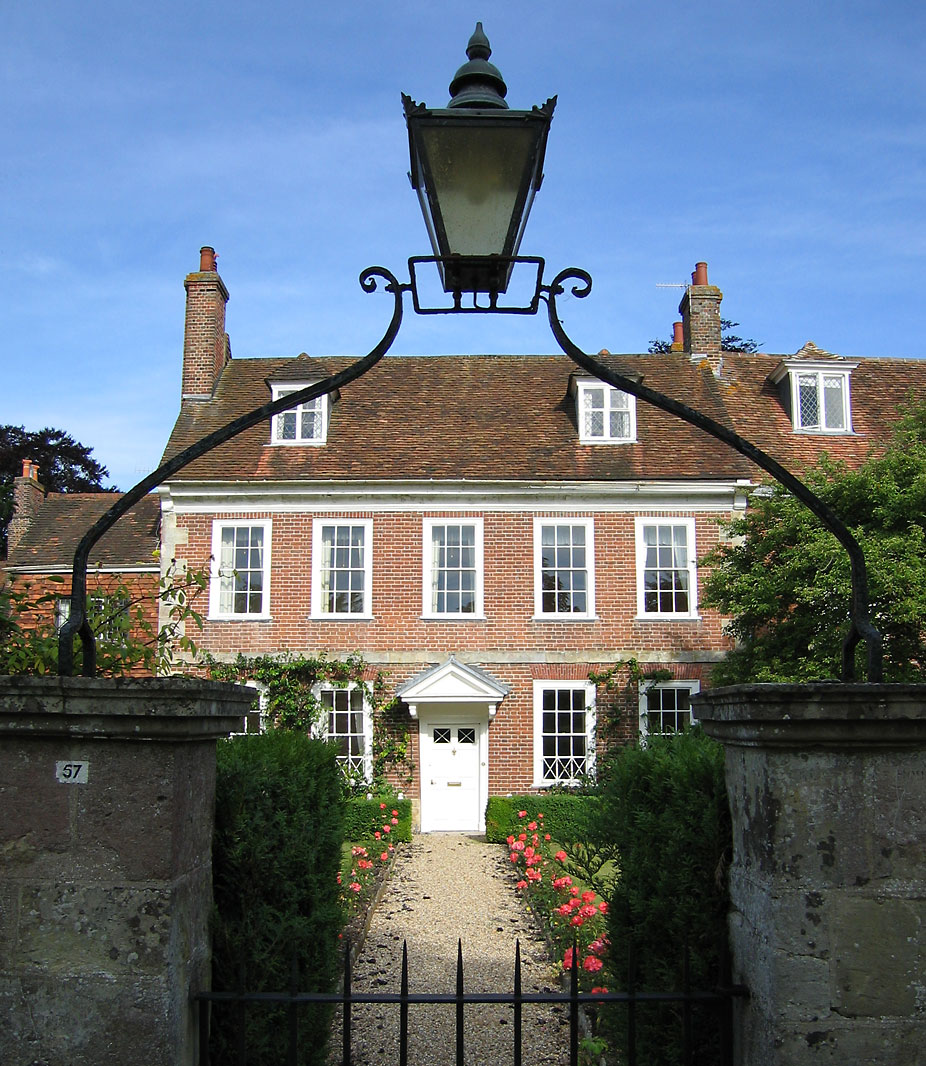
Georgianskt hus i Salisbury, England

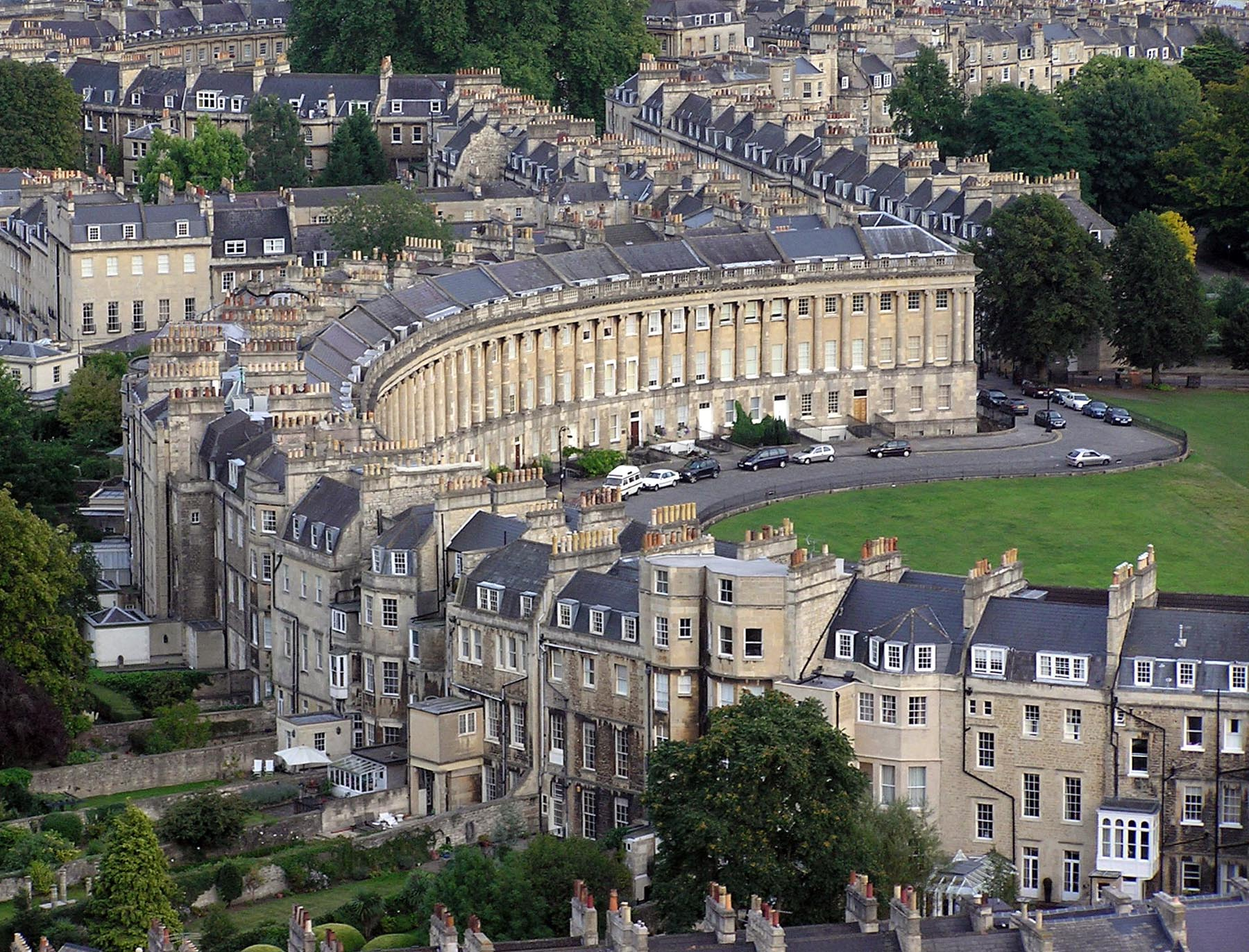
Royal Crescent i Bath, England. En höjdpunkt i georgiansk arkitektur

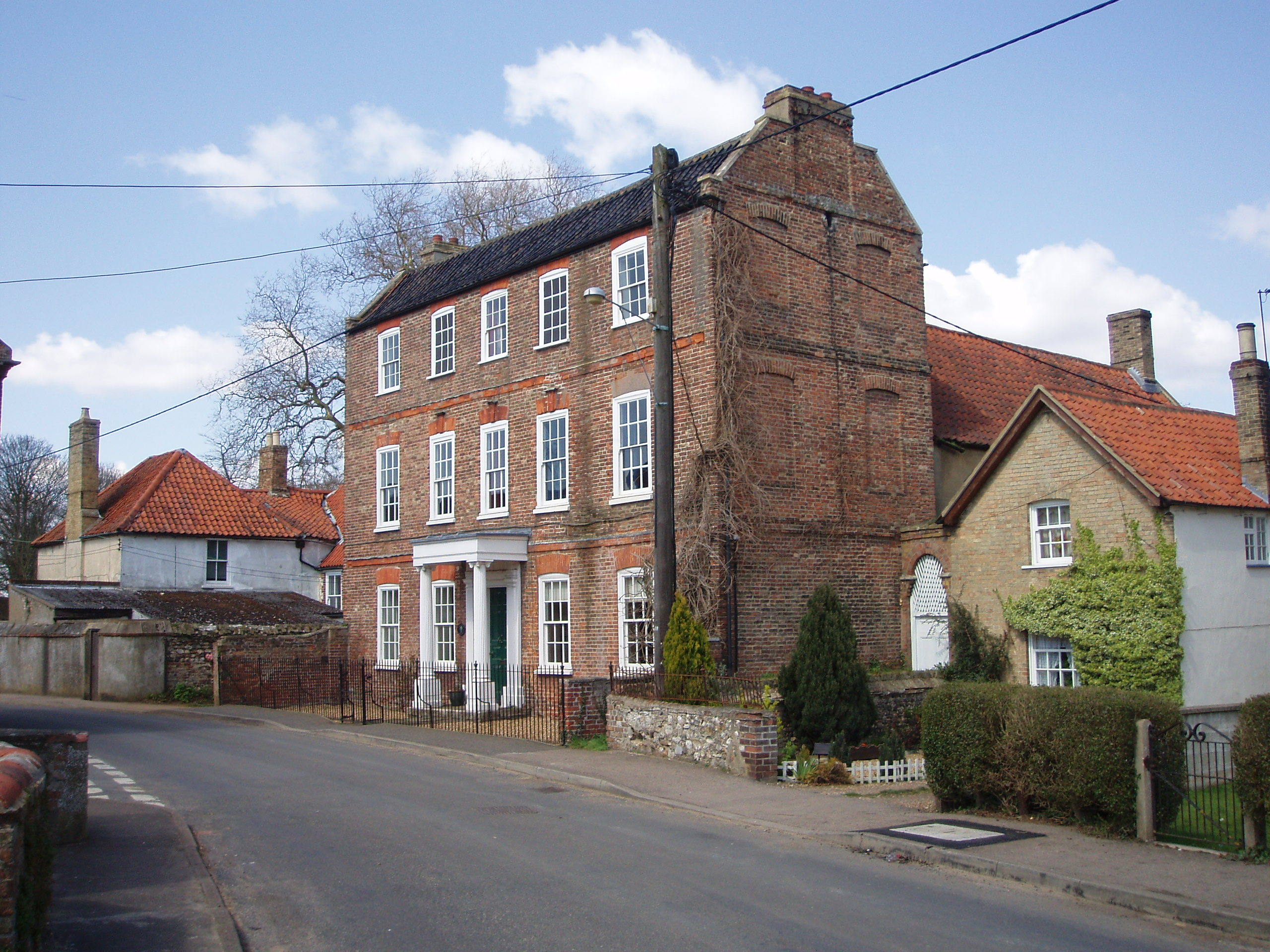
Enstaka hus i georgiansk stil i landsorten, ca 1760. Northwold, Norfolk, England.

Georgiansk arkitektur är i Storbritannien och andra engelsktalande länder beteckningen på byggnadsstilen under perioden mellan 1720 och 1830, d.v.s. under kung Georg I till Georg IV:s regeringstid. Stilen följde efter den engelska barocken. Beteckningen täcker i själva verket flera efterföljande och samtidigt överlappande epoker, som palladiansk arkitektur, rokoko och nyklassicism.
Georgiansk arkitektur kännetecknas av proportion och balans. Förhållandet mellan höjd och bredd i byggkroppar och byggdelar bestäms av enkla matematiska förhållanden. Det läggs vikt på symmetri och klassiska regler eftersträvas. Rader av hus med likadana fasader mot gatan präglar stadsplanerna. Georgiansk stil hör till den klassiska ordningen, med en repertoar av dekorativa element tagna från antikens Grekland och Rom.
Stilen var lika gott anpassad till sten som till tegel. Vanligtvis användes rött tegel till väggarna, i kontrast till gult i fönsterinramningar och gesimser. Ingången framhävdes gärna med en portik.